# Chessmaster Live
Chessmaster Live — шахматная программа для платформы Xbox 360, изданная Ubisoft. Последняя в серии Chessmaster.

## Описание
Chessmaster Live основана на игре Chessmaster 2003 года для PlayStation 2. Библиотека исторических партий и классических дебютных ходов была урезана по сравнению с играми для ПК. В одиночной игре представлено более 100 «личностей» ИИ. Новым в игре является система обмена сообщениями, в которой игроки обмениваются ходами через внутриигровую службу сообщений, что похоже на игру по переписке. В игре есть режимы головоломок, такие как «найти вилку» или «мат в один». Вид доски может быть как в 2D, так и в настоящем 3D. Игра поддерживает веб-камеру Xbox Live Vision и позволяет сохранять повторы матчей. Многопользовательский режим можно использовать как локально, так и в Xbox Live. В апреле 2008 года в качестве загружаемого контента был выпущен шахматный набор на основе Rayman Raving Rabbids. Впоследствии Chessmaster Live был удалён из Xbox Live Arcade.

## Отзывы
| Сводный рейтинг | Сводный рейтинг |
| Агрегатор       | Оценка          |
| --------------- | --------------- |
| GameRankings    | 76,09 %         |